# Kula, Srbija
Kula (izvirno srbsko Кула; madžarsko Kúla; nemško Wolfsburg) je mesto v Srbiji, ki je središče istoimenske občine; slednja pa je del Zahodnobačkega upravnega okraja.

## Demografija
V naselju živi 15384 polnoletnih prebivalcev, pri čemer je njihova povprečna starost 39,4 let (37,9 pri moških in 40,7 pri ženskah). Naselje ima 6602 gospodinjstev, pri čemer je povprečno število članov na gospodinjstvo 2,91.
Prebivalstvo je večinoma nehomogeno.
|  |

| Demografija | Demografija     | Demografija     |
| Leto        | Št. prebivalcev | Št. prebivalcev |
| ----------- | --------------- | --------------- |
|             |                 |                 |
|             |                 |                 |
|             |                 |                 |
|             |                 |                 |
| 1948        | 10704           |                 |
| 1953        | 11733           |                 |
| 1961        | 13609           |                 |
| 1971        | 17245           |                 |
| 1981        | 18847           |                 |
| 1991        | 19311           | 19005           |
| 2002        | 19739           | 19301           |
|             |                 |                 |

| Etnična sestava po popisu iz leta 2002 | Etnična sestava po popisu iz leta 2002 | Etnična sestava po popisu iz leta 2002 | Etnična sestava po popisu iz leta 2002 | Etnična sestava po popisu iz leta 2002 |
| -------------------------------------- | -------------------------------------- | -------------------------------------- | -------------------------------------- | -------------------------------------- |
| Srbi                                   | Srbi                                   |                                        | 9.623                                  | 49,85%                                 |
| Črnogorci                              | Črnogorci                              |                                        | 3.022                                  | 15,65%                                 |
| Madžari                                | Madžari                                |                                        | 2.738                                  | 14,18%                                 |
| Ukrajinci                              | Ukrajinci                              |                                        | 1.125                                  | 5,82%                                  |
| Rusini                                 | Rusini                                 |                                        | 725                                    | 3,75%                                  |
| Jugoslovani                            | Jugoslovani                            |                                        | 446                                    | 2,31%                                  |
| Hrvati                                 | Hrvati                                 |                                        | 322                                    | 1,66%                                  |
| Nemci                                  | Nemci                                  |                                        | 97                                     | 0,50%                                  |
| Makedonci                              | Makedonci                              |                                        | 63                                     | 0,32%                                  |
| Slovaki                                | Slovaki                                |                                        | 48                                     | 0,24%                                  |
| Muslimani                              | Muslimani                              |                                        | 28                                     | 0,14%                                  |
| Slovenci                               | Slovenci                               |                                        | 22                                     | 0,11%                                  |
| Albanci                                | Albanci                                |                                        | 19                                     | 0,09%                                  |
| Romi                                   | Romi                                   |                                        | 17                                     | 0,08%                                  |
| Čehi                                   | Čehi                                   |                                        | 16                                     | 0,08%                                  |
| Bunjevci                               | Bunjevci                               |                                        | 12                                     | 0,06%                                  |
| Rusi                                   | Rusi                                   |                                        | 10                                     | 0,05%                                  |
| Goranci                                | Goranci                                |                                        | 4                                      | 0,02%                                  |
| Bošnjaki                               | Bošnjaki                               |                                        | 2                                      | 0,01%                                  |
| Romuni                                 | Romuni                                 |                                        | 1                                      | 0,00%                                  |
| Bolgari                                | Bolgari                                |                                        | 1                                      | 0,00%                                  |
| Neznano                                | Neznano                                |                                        | 340                                    | 1,76%                                  |